# 1981年モナコグランプリ
1981年モナコグランプリは、1981年F1世界選手権の第6戦として、1981年5月31日にモンテカルロ市街地コースで開催された。

## 予備予選
モナコはコースが狭いために予選出走台数も制限があり、26台までであった。
実績のない9台のマシンが予備予選を行い、上位4台が予選に進むことが出来た。木曜朝の予備予選の結果、タンベイ・スレール・ギンザーニ・ガビアーニが予選に進出した。
| 順位 | No | ドライバー               | コンストラクター     | タイム   | 差      |
| ---- | -- | ------------------------ | -------------------- | -------- | ------- |
| 1    | 33 | パトリック・タンベイ     | セオドール・フォード | 1'30.492 | －      |
| 2    | 14 | マルク・スレール         | エンサイン・フォード | 1'31.249 | +0.757  |
| 3    | 32 | ピエルカルロ・ギンザーニ | オゼッラ・フォード   | 1'32.189 | +1.697  |
| 4    | 31 | ベッペ・ガビアーニ       | オゼッラ・フォード   | 1'32.704 | +2.212  |
| DNPQ | 10 | スリム・ボルグッド       | ATS・フォード        | 1'33.285 | +2.793  |
| DNPQ | 18 | デレック・デイリー       | マーチ・フォード     | 1'33.800 | +3.308  |
| DNPQ | 17 | エリセオ・サラザール     | マーチ・フォード     | 1'35.249 | +4.757  |
| DNPQ | 35 | ブライアン・ヘントン     | トールマン・ハート   | 1'37.528 | +7.036  |
| DNPQ | 36 | デレック・ワーウィック   | トールマン・ハート   | 1'41.966 | +11.474 |

- 上位4台が予選進出

## 予選
モナコのコースは狭いことから、当時は決勝出走台数は20台に制限されていた。
26台による予選の結果、ネルソン・ピケがポールを取った。
当時、ターボ車はターボラグが大きく、減速加速の多い市街地コースは苦手であった。そんな中、ジル・ビルヌーブは僅差の予選2位という驚異的な結果を残した。
また、ルーキーのナイジェル・マンセルが自己最高位の3位を記録した。
予備予選を勝ち上がった、オゼッラの2台は予選を通過することはできなかった。
| 順位 | No | ドライバー                     | コンストラクター             | タイム   | 差     |
| ---- | -- | ------------------------------ | ---------------------------- | -------- | ------ |
| 1    | 5  | ネルソン・ピケ                 | ブラバム・フォード           | 1'25.710 | －     |
| 2    | 27 | ジル・ヴィルヌーヴ             | フェラーリ                   | 1'25.788 | +0.078 |
| 3    | 12 | ナイジェル・マンセル           | ロータス・フォード           | 1'25.815 | +0.105 |
| 4    | 2  | カルロス・ロイテマン           | ウィリアムズ・フォード       | 1'26.010 | +0.300 |
| 5    | 29 | リカルド・パトレーゼ           | アロウズ・フォード           | 1'26.040 | +0.330 |
| 6    | 11 | エリオ・デ・アンジェリス       | ロータス・フォード           | 1'26.259 | +0.549 |
| 7    | 1  | アラン・ジョーンズ             | ウィリアムズ・フォード       | 1'26.538 | +0.828 |
| 8    | 26 | ジャック・ラフィット           | リジェ・マトラ               | 1'26.704 | +0.994 |
| 9    | 15 | アラン・プロスト               | ルノー                       | 1'26.953 | +1.243 |
| 10   | 7  | ジョン・ワトソン               | マクラーレン・フォード       | 1'27.058 | +1.348 |
| 11   | 8  | アンドレア・デ・チェザリス     | マクラーレン・フォード       | 1'27.122 | +1.412 |
| 12   | 22 | マリオ・アンドレッティ         | アルファロメオ               | 1'27.512 | +1.802 |
| 13   | 16 | ルネ・アルヌー                 | ルノー                       | 1'27.513 | +1.803 |
| 14   | 30 | ジークフリート・ストール       | アロウズ・フォード           | 1'27.564 | +1.854 |
| 15   | 3  | エディ・チーバー               | ティレル・フォード           | 1'27.594 | +1.884 |
| 16   | 33 | パトリック・タンベイ           | セオドール・フォード         | 1'27.939 | +2.229 |
| 17   | 28 | ディディエ・ピローニ           | フェラーリ                   | 1'28.266 | +2.556 |
| 18   | 23 | ブルーノ・ジャコメリ           | アルファロメオ               | 1'28.323 | +2.613 |
| 19   | 14 | マルク・スレール               | エンサイン・フォード         | 1'28.339 | +2.629 |
| 20   | 4  | ミケーレ・アルボレート         | ティレル・フォード           | 1'28.358 | +2.648 |
| DNQ  | 20 | ケケ・ロズベルグ               | フィッティパルディ・フォード | 1'28.436 | +2.726 |
| DNQ  | 25 | ジャン＝ピエール・ジャブイーユ | リジェ・マトラ               | 1'28.942 | +3.232 |
| DNQ  | 6  | ヘクトール・レバーク           | ブラバム・フォード           | 1'29.188 | +3.478 |
| DNQ  | 21 | チコ・セラ                     | フィッティパルディ・フォード | 1'29.434 | +3.724 |
| DNQ  | 32 | ピエルカルロ・ギンザーニ       | オゼッラ・フォード           | 1'29.649 | +3.939 |
| DNQ  | 31 | ベッペ・ガビアーニ             | オゼッラ・フォード           | 1'29.795 | +4.085 |

- 上位20台が予選通過

## 決勝
レース前に、ローズヘアピンの上にあるホテルで火災があり、消火に使った水が、トンネルの中に流れ込むというトラブルが起きた。
そのため、レースの実施も一時は危ぶまれたが、時間を延期ののち、トンネル内は追い越し禁止という条件でレースが行われることになった。
レースはポールポジションからピケが飛び出し、ビルヌーブ以下が追う展開となった。
13周目、ローズヘアピンの立ち上がりでミスをした3位マンセルに、ロイテマンが追突。ノーズの破損によりロイテマンはピットインして大きく後退した。これで、1980年ベルギーグランプリから続いていた連続入賞記録は15でストップすることとなった。
また、追突されたマンセルも、リアサスペンションを損傷してリタイアとなった。
24周目にジョーンズがビルヌーブをかわして2位に上がる。38周目にはピケの背後につき、10周近くにわたりピケを激しく追いかける。
ピケがペースを上げ、ジョーンズを引き離そうと走っている52周目、周回遅れをかわす際にミスをしてガードレールに激突してリタイアした。残り25周でジョーンズが1位にたち、30秒後ろにビルヌーブが続く。
残り20周あたりからジョーンズのペースが落ち始め、ビルヌーブが徐々に追い上げる。30秒あった差が残り5周では1秒差になる。そして、残り4周の1コーナー手前でジョーンズを抜きビルヌーブがトップに立つ。
そのままジョーンズを引き離して、ビルヌーブは今季初、通算5勝目の優勝を飾った。以下、ジョーンズ、ラフィーと続き、完走は僅か7台のサバイバルレースであった。
ビルヌーブが超人的な奮闘をしたレースはいくつもあるが、このモナコグランプリはその中でも一二を争うものである。
| 順位 | No | ドライバー                 | コンストラクター       | 周回数 | タイム/リタイヤ | グリッド | ポイント |
| ---- | -- | -------------------------- | ---------------------- | ------ | --------------- | -------- | -------- |
| 1    | 27 | ジル・ヴィルヌーヴ         | フェラーリ             | 76     | 1:54'23.38      | 2        | 9        |
| 2    | 1  | アラン・ジョーンズ         | ウィリアムズ・フォード | 76     | +39.91          | 7        | 6        |
| 3    | 26 | ジャック・ラフィット       | リジェ・マトラ         | 76     | +1'29.24        | 8        | 4        |
| 4    | 28 | ディディエ・ピローニ       | フェラーリ             | 75     | +1 Lap          | 17       | 3        |
| 5    | 3  | エディ・チーバー           | ティレル・フォード     | 74     | +2 Laps         | 15       | 2        |
| 6    | 14 | マルク・スレール           | エンサイン・フォード   | 74     | +2 Laps         | 19       | 1        |
| 7    | 33 | パトリック・タンベイ       | セオドール・フォード   | 72     | +4 Laps         | 16       |          |
| Ret  | 5  | ネルソン・ピケ             | ブラバム・フォード     | 53     | スピン          | 1        |          |
| Ret  | 7  | ジョン・ワトソン           | マクラーレン・フォード | 52     | エンジン        | 10       |          |
| Ret  | 4  | ミケーレ・アルボレート     | ティレル・フォード     | 50     | 接触            | 20       |          |
| Ret  | 23 | ブルーノ・ジャコメリ       | アルファロメオ         | 50     | 接触            | 18       |          |
| Ret  | 15 | アラン・プロスト           | ルノー                 | 45     | エンジン        | 9        |          |
| Ret  | 2  | カルロス・ロイテマン       | ウィリアムズ・フォード | 33     | ギアボックス    | 4        |          |
| Ret  | 11 | エリオ・デ・アンジェリス   | ロータス・フォード     | 32     | エンジン        | 6        |          |
| Ret  | 16 | ルネ・アルヌー             | ルノー                 | 32     | スピン          | 13       |          |
| Ret  | 29 | リカルド・パトレーゼ       | アロウズ・フォード     | 29     | ギアボックス    | 5        |          |
| Ret  | 12 | ナイジェル・マンセル       | ロータス・フォード     | 15     | サスペンション  | 3        |          |
| Ret  | 30 | ジークフリート・ストール   | アロウズ・フォード     | 14     | 燃料系          | 14       |          |
| Ret  | 8  | アンドレア・デ・チェザリス | マクラーレン・フォード | 0      | 接触            | 11       |          |
| Ret  | 22 | マリオ・アンドレッティ     | アルファロメオ         | 0      | 接触            | 12       |          |